# Roland Maurmair

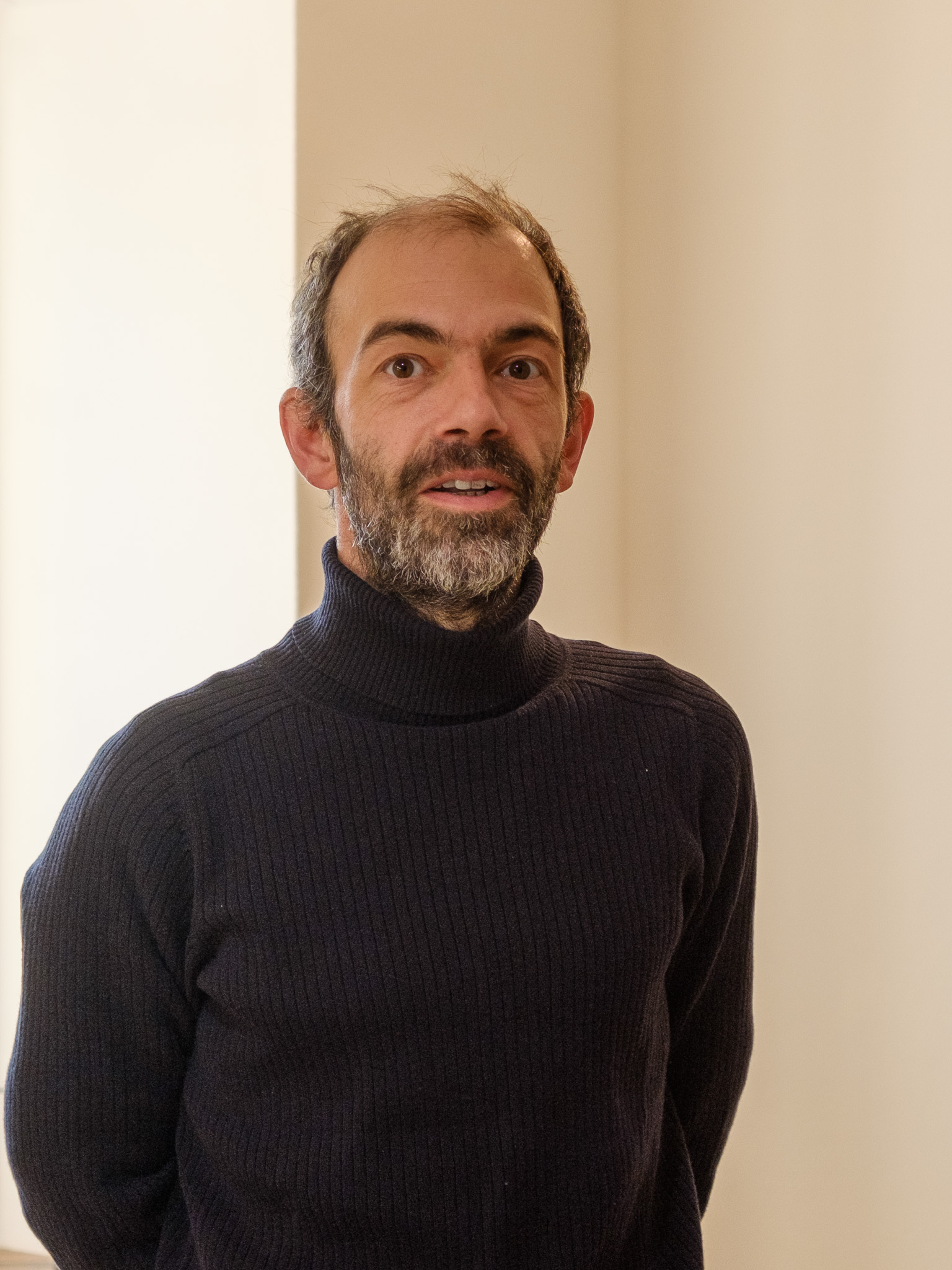
Roland Maurmair (2024)

Roland Maurmair (* 1975 in Innsbruck, Österreich) ist ein österreichischer Künstler, der vor allem durch seine Arbeiten in den Bereichen Grafik, visuelle Medien, Installation und Performance bekannt ist. Er lebt und arbeitet in Frankenmarkt und Wien.

## Leben und Ausbildung
Roland Maurmair wurde 1975 in Innsbruck geboren und absolvierte 1996 die Matura am BORG Innsbruck. Anschließend studierte er von 1996 bis 2004 Visuelle Mediengestaltung an der Universität für angewandte Kunst Wien bei Peter Weibel, Karel Dudesek und Tom Fürstner. 2009 promovierte er am Institut für Kunst- und Wissenstransfer an derselben Universität unter der Betreuung von Christian Reder und Konrad Köstlin.
1999 gründete er gemeinsam mit Georg Kritzinger und Gregor Khittl das Tiroler DJ-Kollektiv saegewerk soundsystem. 2005 bis 2007 leitete er den Verein medien.kunst.tirol in Innsbruck. 2010 bis 2012 absolvierte er die Ausbildung zum Natur- und Wildnistrainer (Natur- und Wildnisschule der Alpen, AUT / Tracker School NJ, USA). 2012 bis 2014 war er Lehrbeauftragter für „Urbane Wildnis“ an der Universität für angewandte Kunst Wien. 

## Werk
Maurmairs Werk umfasst ein breites Spektrum von Medien, darunter visuelle Kunst, Performances, Interventionen im öffentlichen Raum, Videokunst und kuratorische Projekte. Er bewegt sich im Spannungsfeld von Natur und Technologie. In seinen Arbeiten setzt er sich häufig mit ökologischen Fragen auseinander und behandelt politische wie gesellschaftskritische Themen.
Ein Beispiel für seine kritische Auseinandersetzung mit urbaner Natur ist das Buch Urban Wilderness: Begegnung mit urbaner Natur / Encounter Urban Nature, das wissenschaftliche, philosophische und künstlerische Beiträge vereint, um einen differenzierten Blick auf unsere urbane Umgebung zu bieten.
In seinem Dokumentarfilm The Real Cowboys präsentiert Maurmair eine künstlerische Forschung zum Thema der alpinen Hirtenarbeit, die das Verhältnis von Mensch und Natur in unwegsamem Gelände aufzeigt. Der Film wurde für seine cineastischen Kameraeinstellungen und die ungeschönte Darstellung der Arbeit von Tiroler Kuhhirten gelobt.

### Einzelausstellungen (Auswahl)
- 2023: Rising from the ashes, Galerie A4; Innsbruck
- 2023: Die kleine Weltherrschaft, eboran galerie, Salzburg
- 2021: Bio deluxe, Bildraum 01, Wien
- 2021: OTK Files, ada, Wien
- 2020: Zwischen den Sternen, Galerie im-Vektor, Burg Hasegg, Hall in Tirol
- 2019: Ikebana madness, Projektraum Lucas Cuturi; Wien
- 2018: Biutopia, Ortner2; Wien
- 2016: New World Order, Schauraum, Quartier 21, MuseumsQuartier Wien
- 2016: Einfach mal die Kresse halten, Europäisches Forum Alpach
- 2015: vor lauter Wald, Kunstraum Bernsteiner; Wien
- 2013: Pimp mei Heimat, Andechsgalerie Innsbruck
- 2012: Galactic Syncopation, Projektraum, Kunstraum Innsbruck

- 2011: Dickicht, Lebensministerium, Wien
- 2010: mons ex machina, kooio, Innsbruck
- 2009: Rabbitism, Eikon schAUfenster, MuseumsQuartier Wien
- 2004: Schlechter Empfang, Stadtturmgalerie, Innsbruck
- 2003: Landcruiser, Kunstraum Innsbruck
- 1999: Die neue Belanglosigkeit, Andechsgalerie Innsbruck
- 1998: Digital Dirt, Rudkoping, Dänemark

### Gruppenausstellungen (Auswahl)
- 2024: Parallel Skulpturenpark, Gmunden
- 2023: Das Gewicht von Papier, Papiermachermuseum Steyrermühl
- 2022: Muta Natur, Künstlerhaus, Wien
- 2021: Cohabitation, Kunstraum Innsbruck
- 2020: GRAFFITI & BANANAS, Nordico Stadtmuseum Linz
- 2019: SCHÖNHEIT VOR WEISHEIT, Landesmuseum Ferdinandeum Innsbruck
- 2012: Powaga, Austriackie Forum Kultury Warschau, Polen
- 2009: The house is on fire, but the show must go on, Kunstraum Innsbruck[5]
- 2007: Sculpturepark, UNO Fine Arts Gallery, New Orleans/USA
- 2005: Die Ordnung der Natur, OK Centrum für Gegenwartskunst, Linz[1]
- 1999: Park of the future, Amsterdam/Niederlande
- 1994: Internat. Zuwys, Siauliai/Litauen

### Performances (Auswahl)
- 2011: Gefahrenquelle, performIC, Innsbruck
- 2010: peacock2, 12c – Raum für Kunst, Schnifis
- 2007: Rabbitism, Wien
- 2006: Witterung, Kulturlabor Stromboli, Hall in Tirol

## Preise und Stipendien
Maurmair erhielt zahlreiche Auszeichnungen, darunter:
- 1998–1999: Stipendium an der Gerrit Rietveld Academie, Amsterdam
- 2005: Arthur-Haidl-Preis der Stadt Innsbruck[6]
- 2004: Forschungsstipendium der Universität für angewandte Kunst Wien
- 2014: Josef Franz Würlinger Preis[7]

## Artist in Residence-Aufenthalte
- 12c – Raum für Kunst, Schnifis/Vorarlberg[8]
- Paliano, Italien
- Künstlerhaus Büchsenhausen, Innsbruck

## Kuratorische Tätigkeiten
Roland Maurmair engagiert sich auch als Kurator. Er leitete unter anderem Projekte wie:
- 2006: Kunstlos glücklich, Sonderschau im Rahmen der ART Innsbruck
- 2007: Fresh Trips, Festival für zeitgenössische Kunstaspekte, Kunstraum Innsbruck[1]

## Publikationen (Auswahl)
- Vom Gehen in den Alpen – Nomadische Hirtenkultur (Dissertation), Wien 2009
- Stefan Bidner, Roland Maurmair: Fresh Trips: Contemporary Art Aspects. Folio, Wien / Bozen 2009, ISBN 978-3-85256-507-1.
- Die Ordnung der Natur. Folio, Wien / Bozen 2005, ISBN 978-3-85256-308-4.
- RADICAL BIRD RESEARCH. Schlebrügge.Editor, 2023, ISBN 978-3-903447-10-3.
- OTK FILES – Vienna Street Art Projects. Schlebrügge.Editor, 2021, ISBN 978-3-903172-78-4.
- Mein erstes Spurenbuch
- Urban Wilderness. Birkhäuser, 2015, ISBN 978-3-0356-0584-6.
- Nature's Revenge – insight.concrete.jungle. Schlebrügge.Editor, 2012, ISBN 978-3-902833-19-8.

## Rezeption und Kritik
Roland Maurmairs Arbeiten werden in der Kunstszene sowohl für ihre inhaltliche Tiefe als auch für ihre experimentelle Materialwahl geschätzt. Kritiker heben hervor, dass seine Werke oft spielerische, aber zugleich kritische Perspektiven auf ökologische und gesellschaftliche Themen bieten. Gleichzeitig wird angemerkt, dass die konzeptuelle Dichte seiner Arbeiten eine intensive Auseinandersetzung erfordert, um ihre volle Wirkung zu entfalten.
Insgesamt wird Maurmairs Werk für seine Fähigkeit geschätzt, alltägliche Details hervorzuheben und tiefgründige, oft humorvolle Geschichten zu erzählen, die den Betrachter zur Reflexion über die Beziehung zwischen Mensch, Natur und Technologie anregen.